# 청도 박곡리 석조여래좌상
청도 박곡리 석조여래좌상(淸道 珀谷里 石造如來坐像)은 대한민국 경상북도 청도군에 있는 남북국 시대 신라의 석조 여래 좌상이다.
1963년 1월 21일 대한민국의 보물 제203호 청도박곡동석조석가여래좌상(淸道珀谷洞石造釋迦如來坐像)으로 지정되었다가, 2010년 8월 25일 현재의 명칭으로 변경되었다.

## 개요
석가여래는 전 시대를 통하여 예배의 대상이 되었고, 이 불상 또한 마을주민들이 따로 불각(佛閣)을 세워 모시고 있다. 1928년에 일어난 큰 불 때문에 광배(光背)와 대좌(臺座)는 물론 불신(佛身)까지 손상을 입었다.
얼굴의 구체적인 모습은 알 수 없으나 온화하면서도 풍만한 인상이다. 목에는 3줄의 주름인 삼도(三道)가 뚜렷하게 표현되어 있다. 어깨는 힘차 보이고 가슴은 매우 당당하지만 그에 비해 허리는 잘록하게 표현되었다. 불상이 입고 있는 옷은 왼쪽 어깨에만 걸치고 오른쪽 어깨를 드러내고 있는데, 몸에 밀착되었고 옷주름도 간략하게 표현되어 있다.
이 불상은 비록 손상은 입었지만 《경주 석굴암 석굴》(국보 제24호) 본존불과 양식이 비슷하며, 당당하면서도 세련된 통일신라 전성기의 석불상으로 높이 평가된다.

## 참고 문헌
- 청도 박곡리 석조여래좌상 - 국가유산청 국가유산포털